# Ateński Związek Morski

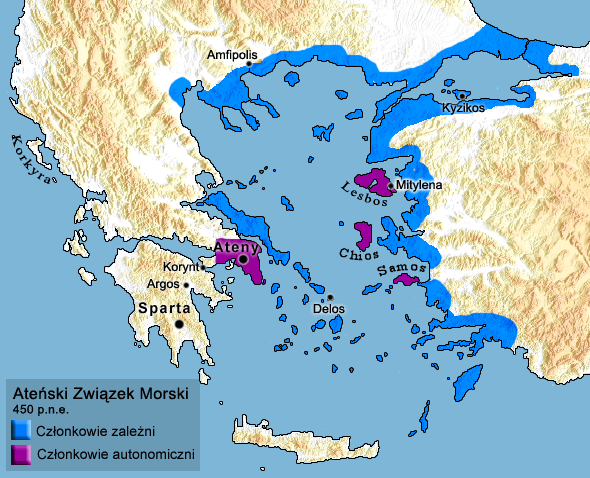
Ateński Związek Morski 450 p.n.e.

Związek Morski, Związek Ateński lub Związek Delijski, właśc. Symmachia Ateńska (gr. sym "współ" i machos "walka") – sojusz zaczepno-obronny polis starożytnej Grecji, którego hegemonem były Ateny.

## Historia
Związek powstał w pierwszej połowie wojen perskich około roku 478 p.n.e. głównie z państw obszaru Morza Egejskiego. Miał na celu obronę miast jońskich przed Persją. Po rozpoczęciu II wojny peloponeskiej (431–404 p.n.e.) przeciwnikiem sojuszu stała się Sparta.
Związek z czasem stał się podstawą ateńskiego imperium morskiego. Każdy członek był zobowiązany do płacenia corocznej składki (foros) lub dostarczania okrętów w zamian za gwarancje bezpieczeństwa. Była ona przeznaczona na finansowanie kampanii wojennych związku. Z biegiem lat pieniądze te Ateny zaczęły przeznaczać na powiększenie swej potęgi militarnej.
Początkowo związkiem kierowała rada związkowa (Zgromadzenie Sprzymierzonych), której zebrania odbywały się na wyspie Delos, gdzie znajdował się również skarbiec związku. Później związek uległ całkowicie hegemonii Aten, które surowo karały członków usiłujących prowadzić własną politykę lub wystąpić ze związku. W roku 454 p.n.e. skarbiec został przeniesiony do Aten, i tę datę przyjmuje się jako datę przekształcenia się Związku w imperium ateńskie. W skład związku w połowie V wieku p.n.e. wchodziło około 200 członków.
Podczas wojny peloponeskiej coraz więcej członków związku buntowało się przeciwko hegemonii Aten. Całkowity rozpad związku nastąpił po przegranej Aten w wojnie peloponeskiej. 
Po zakończeniu wojny, kiedy rządy Sparty dały się mocno we znaki dawnym sojusznikom Aten, utworzono w roku 378 p.n.e. Drugi Ateński Związek Morski. Liczył on mniej członków niż pierwszy – około 70. Tym razem Ateny musiały zobowiązać się do rezygnacji z polityki imperialnej. Obowiązywała zasada nieingerencji w sprawy wewnętrzne, zaś kwestie sporne rozstrzygało Zgromadzenie Ogólne, złożone z przedstawicieli poleis członkowskich. 
Nieporozumienia w nowym związku i upadek potęgi Sparty spowodowały spadek jego znaczenia i umocnienie pozycji Macedonii, a w efekcie rozwiązanie związku.